# 애버츠퍼드 센터
애버츠퍼드 센터(Abbotsford Centre)은 캐나다 브리티시컬럼비아주 애버츠퍼드에 위치한 실내 경기장이다. 과거 AHL 애버츠퍼드 히트의 홈경기장으로 사용했으면, 현재 CEBL 에드먼턴 스팅거스의 홈경기장으로 사용되고 있다.